# Chuyến bay 200 của Garuda Indonesia
Chuyến bay 200 của Garuda Indonesia (GA200/GIA200) là chuyến bay chở khách nội địa do Garuda Indonesia khai thác bằng máy bay Boeing 737-400 theo lịch trình giữa Jakarta và Yogyakarta, Indonesia. Chiếc 737 chạy quá đường băng, rơi xuống ruộng lúa và bốc cháy khi hạ cánh xuống Sân bay quốc tế Adisutjipto vào ngày 7 tháng 3 năm 2007. 20 hành khách và 1 tiếp viên đã thiệt mạng. Cơ trưởng, cơ phó, 4 tiếp viên và 113 hành khách sống sót, nhưng cơ trưởng và cơ phó đã bị sa thải ngay sau khi tai nạn xảy ra.

## Máy bay
Boeing 737-497, đăng ký PK-GZC được vận hành bởi 3 hãng hàng không trước khi được Garuda Indonesia mua lại. Chiếc 737 đã tích lũy được hơn 35.200 giờ khung máy bay và 37.300 chu kỳ kể từ chuyến bay đầu tiên vào ngày 5 tháng 11 năm 1992.

Chiếc 737 gặp nạn được 3 hãng hàng không vận hành trước khi giao cho Garuda
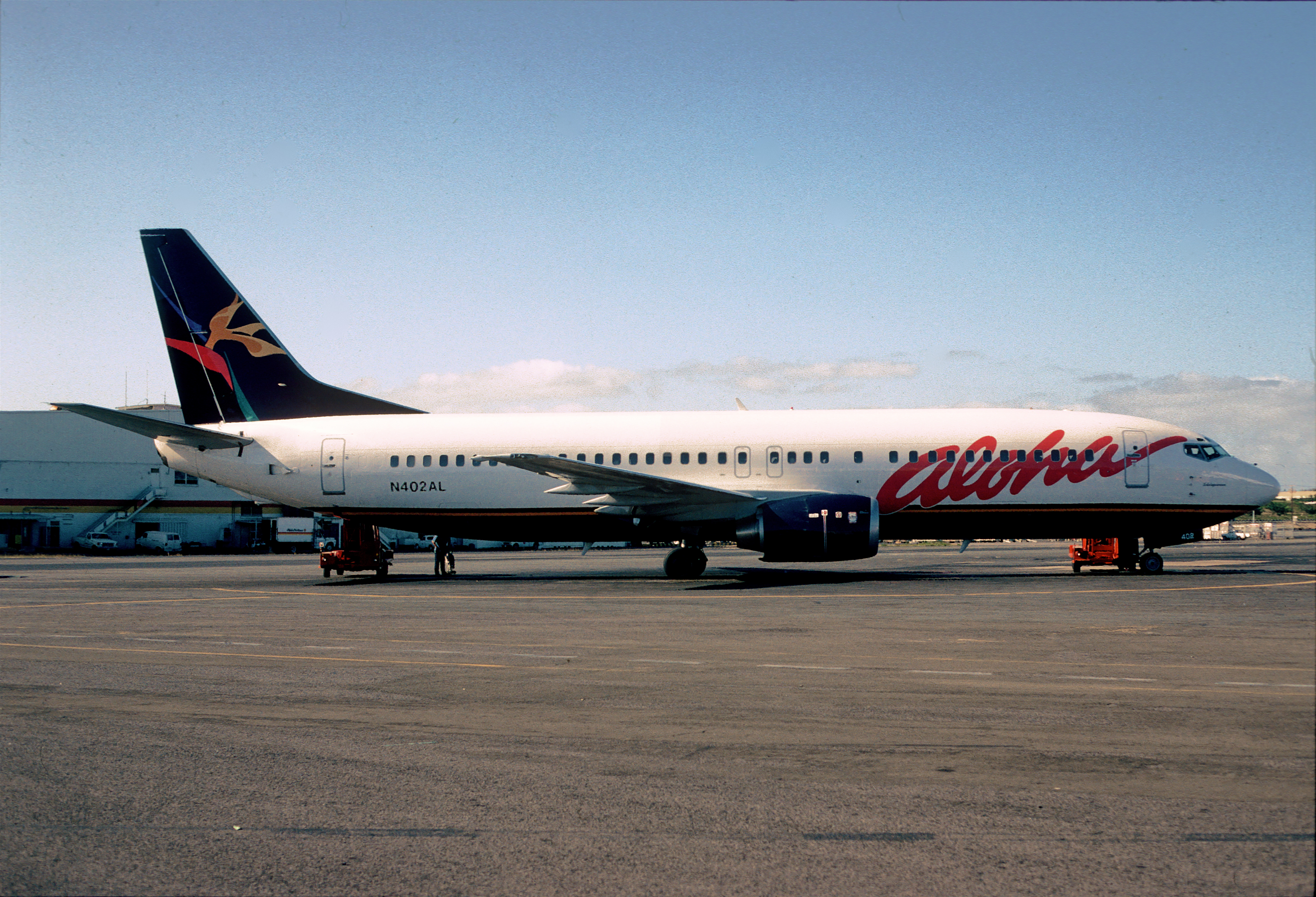
Aloha Airlines (N402AL) (1992-1996)
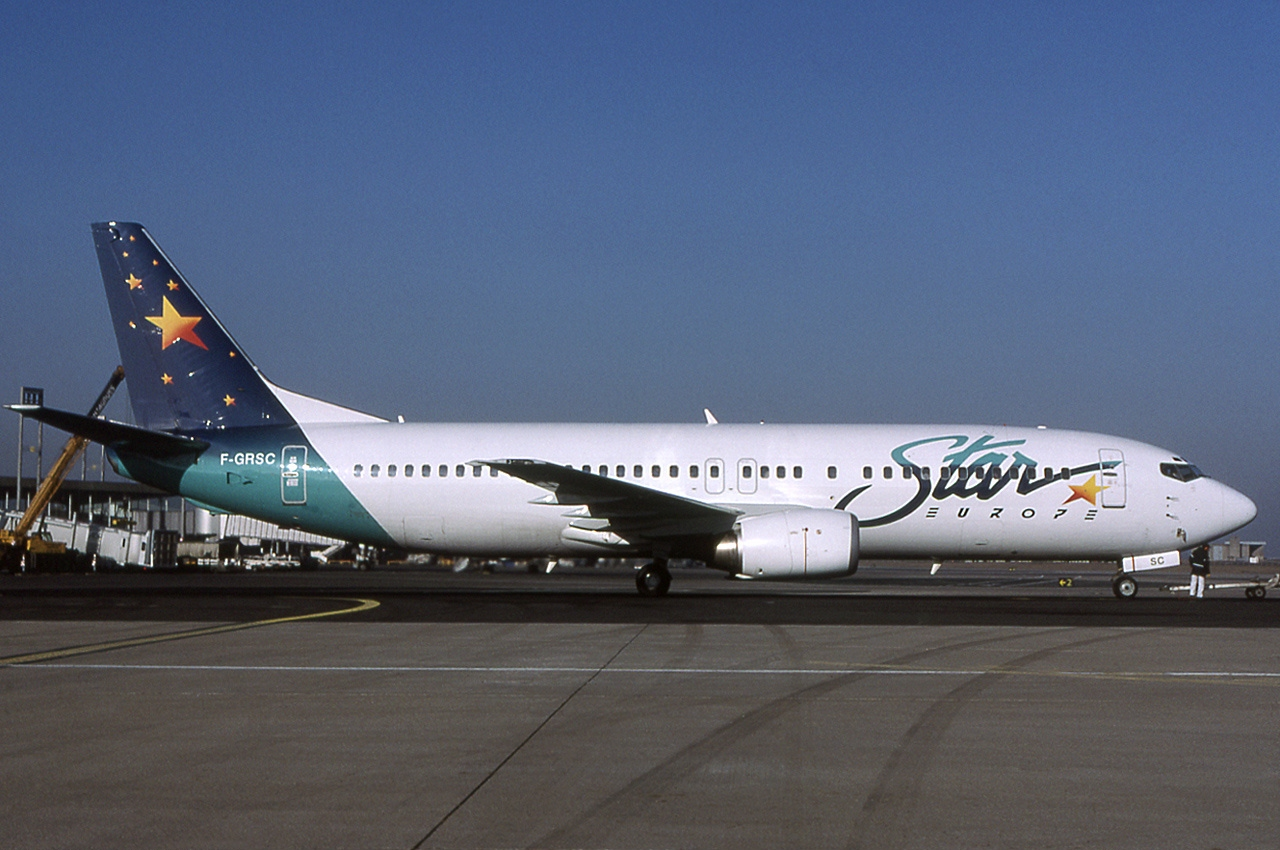
STAR Europe (F-GRSC) (1996-1997)
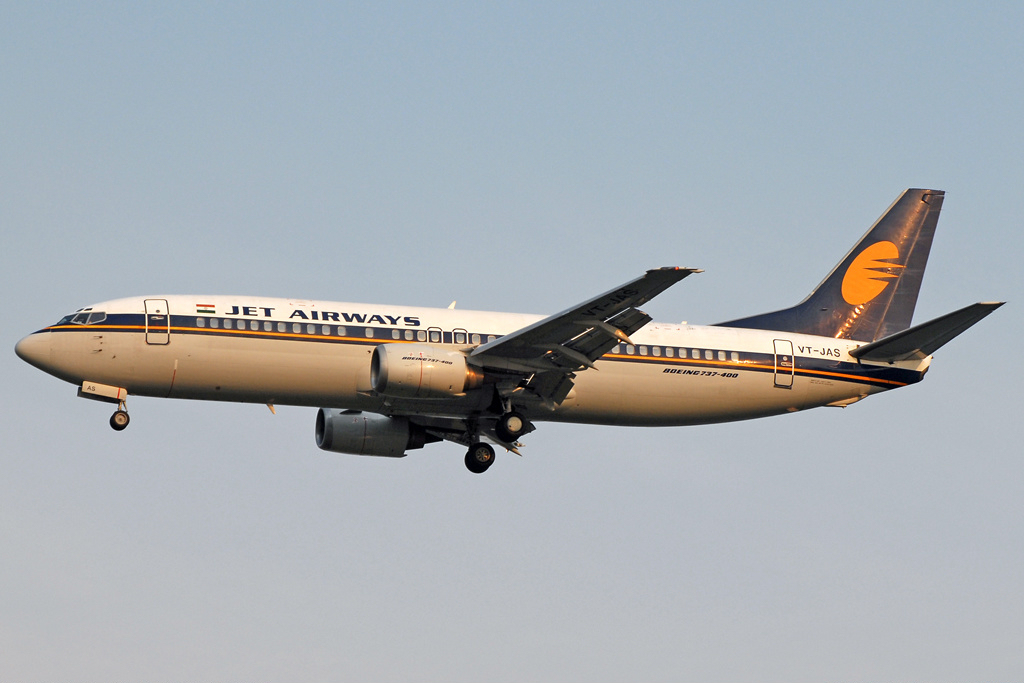
Jet Airways (VT-ZAP) (1997-2002), tương tự chiếc gặp nạn
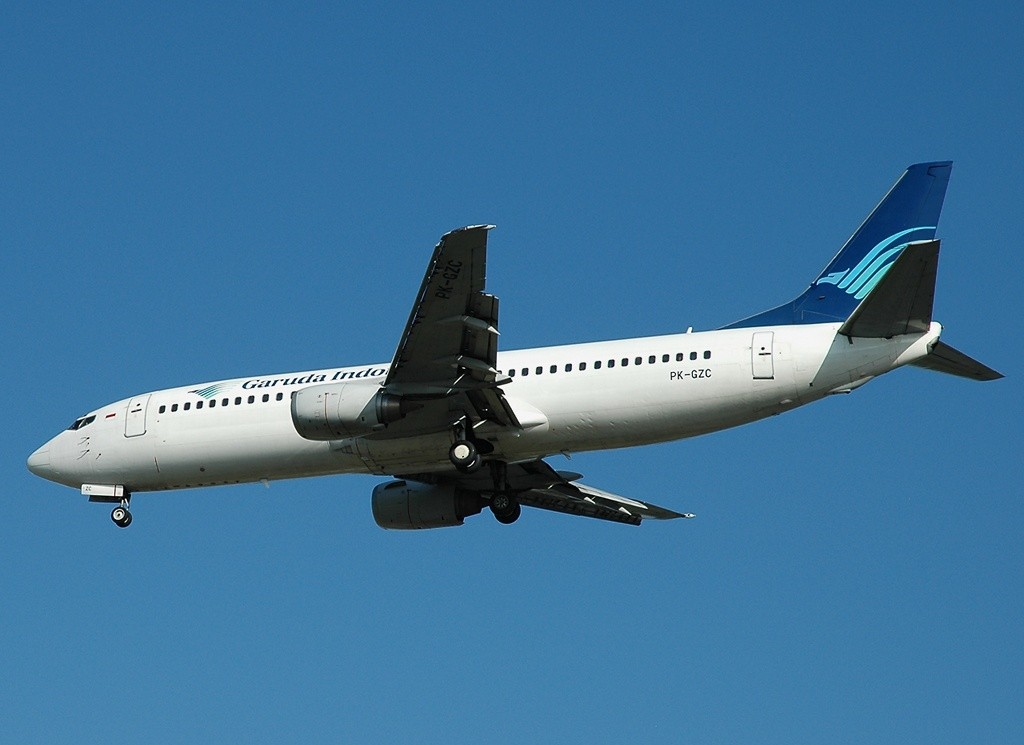
Garuda Indonesia (PK-GZC) (2002-2007)

## Phi hành đoàn
Cơ trưởng Muhammad Marwoto Komar, 44 tuổi, người đã làm việc với Garuda hơn 21 năm. Ông có 13.421 giờ bay, bao gồm 3.703 giờ trên chiếc 737. Cơ phó Gagam Saman Rohmana, 30 tuổi, đã làm việc với hãng hàng không trong 3 năm, anh có 1.528 giờ bay, trong đó có 1.353 giờ trên chiếc 737.

## Garuda Indonesia
Hãng hàng không quốc gia của Indonesia (thành lập năm 1949), hãng đã nhận được một số lời chỉ trích trong những tháng xung quanh vụ tai nạn. Theo các chuyên gia hàng không Úc, Garuda có một trong những kỷ lục an toàn tồi tệ nhất trong số các hãng hàng không quốc gia trên thế giới. Kể từ năm 1950, Garuda đã có 13 vụ tai nạn lớn. Lần gần đây nhất vào ngày 16 tháng 1 năm 2002, khi chuyến bay 421 của hãng hạ cánh khẩn cấp xuống sông Bengawan Solo do ngọn lửa bốc cháy từ động cơ gây ra do trúng phải mưa đá quá nhiều, cuộc hạ cánh khẩn chỉ giết chết một tiếp viên hàng không. Tai nạn thảm khốc nhất (cũng là vụ tai nạn thảm khốc nhất trong lịch sử Indonesia) vào ngày 26 tháng 9 năm 1997, khi chuyến bay 152 của hãng đã rơi xuống một khu rừng, gần Medan, giết chết 234 người. Giám đốc điều hành của Trung tâm Hàng không Châu Á Thái Bình Dương, Peter Harbison, tuyên bố rằng các vụ tai nạn lớn trong lịch sử hàng không Indonesia đều do sự kết hợp của các tiêu chuẩn an toàn thấp của sân bay và đội máy bay, điều kiện thời tiết xấu trong khu vực, bao gồm cả giông bão và các hình thức khác của thời tiết khắc nghiệt.
Sau vụ tai nạn của chuyến bay 200, EU đã cấm Garuda và tất cả các hãng hàng không Indonesia bay vào EU. Lệnh cấm là một bước ngoặt đối với Garuda, dẫn đến những cải cách rộng rãi trong hãng hàng không nhằm cải thiện cả tiêu chuẩn an toàn và dịch vụ, và dẫn đến việc thực hiện chương trình Quantum Leap trong 5 năm, gần gấp đôi đội bay của hãng, giới thiệu máy bay mới chẳng hạn như Boeing 737-800 và Boeing 777-300ER, cũng kết nối nhiều điểm đến hơn, với hãng hàng không bắt đầu hoặc nối lại dịch vụ đến các điểm đến như Amsterdam và London. Lệnh cấm Garuda bay sang EU đã được dỡ bỏ 2 năm sau vụ tai nạn vào tháng 6 năm 2009 và hãng hàng không đã nối lại dịch vụ tới châu Âu ngay sau đó với việc khánh thành dịch vụ một tuyến từ Jakarta đến Amsterdam qua Dubai.

## Chuyến bay
| Quốc tịch | Hành khách | Phi hành đoàn | Tổng cộng |
| --------- | ---------- | ------------- | --------- |
| Indonesia | 114        | 7             | 121       |
| Úc        | 10         | 0             | 10        |
| Đức       | 5          | 0             | 5         |
| Hàn Quốc  | 2          | 0             | 2         |
| Hoa Kỳ    | 2          | 0             | 2         |
| Tổng cộng | 133        | 7             | 140       |

Chuyến bay 200 từ Jakarta và chở 133 hành khách, phần lớn các hành khách và tất cả bảy phi hành đoàn là người Indonesia, trong đó 19 người là người nước ngoài (10 người Úc, 2 người Mỹ, 5 người Đức và 2 người Hàn Quốc). Một số nhà báo Úc đang trên chuyến bay, kể về chuyến thăm của Bộ trưởng Ngoại giao Alexander Downer và Bộ trưởng Tư pháp Hoa Kỳ Philip Ruddock tới Java. Họ đang trên chuyến bay khi chiếc máy bay chở các chức Úc đang hoạt động.
Vào lúc 6:58 sáng giờ địa phương (UTC+7),  cơ trưởng đã cố gắng hạ cánh xuống sân bay quốc tế Adisutjipto ở Yogyakarta, mặc dù cách tiếp cận bị lỗi với tốc độ vượt quá và xuống dốc, và kết quả là cảnh báo về hệ thống lái và hệ thống bay. Máy bay chạm xuống 860m vượt ngưỡng đường băng với tốc độ 221 hải lý/giờ (409 km/h; 254 dặm/giờ), 87 hải lý / giờ (161 km/h; 100 dặm/h) nhanh hơn tốc độ hạ cánh thông thường. Theo các hành khách sống sót, chiếc máy bay rung lắc dữ dội trước khi nó bị rơi. Chiếc máy bay chạy quá đường băng, cắt đứt hàng rào vành đai, bị hỏng nặng khi băng qua một con đường và dừng lại ở một cánh đồng lúa gần đó. Một ngọn lửa bùng lên, không thể tiếp cận được bằng các phương tiện chữa cháy sân bay. Trong khi hầu hết hành khách đã có thể thoát nạn, 20 hành khách và 1 tiếp viên đã thiệt mạng bên trong thân máy bay đang cháy.
Cơ trưởng Komar ban đầu tuyên bố rằng đã có một bất ngờ trước khi máy bay hạ cánh, nói rằng các nắp trên máy bay có thể đã trục trặc.

## Hậu quả
Một trong những hành khách là một người quay phim cho Mạng lưới Bảy người Úc. Anh thoát khỏi đống đổ nát đang cháy bằng máy ảnh của mình và bắt đầu ghi lại hậu quả. Anh gọi điện thoại để thông báo cho phòng tin tức Sydney của mạng và đoạn phim được chiếu lại để xuất hiện trên bản tin 6 giờ tối hôm đó. Hai nhân viên Cảnh sát Liên bang Úc, nữ nhân viên Đại sứ quán Úc Liz O'Neill và Allison Sudradjat (Tham tán Bộ trưởng và Đại diện cấp cao của AusAID), và nhà báo Tạp chí Tài chính Úc Morgan Mellish nằm trong số 21 người thiệt mạng.

## Mô phỏng
Chuyến bay 200 của Garuda Indonesia - Mô phỏng tai nạn (https://www.youtube.com/watch?v=XteYYmx8q8Y)

## Kênh truyền hình
Vụ tai nạn truyền cảm hứng trong phần 9, tập 4 của Mayday (Air Crash Investigation). Tập phim có tiêu đề "Fatal Focus" (tạm dịch: Sự tập trung chết chóc), phát sóng ngày 22 tháng 10 năm 2017.